# The Chase (britský pořad)
The Chase je britská televizní kvízová show vysílaná na stanici ITV, kterou uvádí Bradley Walsh. Soutěžící hrají proti profesionálnímu hadači, známému jako „pronásledovatel“ (lovec), který se jim snaží zabránit ve výhře peněžní ceny.
Tým čtyř soutěžících se jednotlivě pokouší nashromáždit co nejvíce peněz, které se později přidají do společného fondu, pokud soutěžící vyhraje hon. Pronásledovatel se snaží chytit každého soutěžícího během lovu, tím ho vyřadit ze hry a zabránit tomu, aby byly peníze přidány do fondu.

## Alternativy v ČR
V roce 2021 začala TV Nova vysílat pořad Na lovu, který je hodně podobný tomuto britskému originálu.